# Turgay
Turgay ist ein türkischer männlicher Vorname und die türkische Bezeichnung für die Feldlerche (Alauda arvensis). Eine andere Form des Namens ist Toygar.

## Namensträger
- Turgay Avcı (* 1959), türkisch-zypriotischer Politiker
- Turgay Bahadır (* 1984), österreichisch-türkischer Fußballspieler
- Turgay Bayram (* 1995), türkischer Leichtathlet
- Turgay Doğan (* 1974), deutsch-türkischer Schauspieler
- Turgay Gemicibaşi (* 1996), deutsch-türkischer Fußballspieler
- Turgay Gölbaşı (* 1983), deutsch-türkischer Fußballspieler
- Turgay İnal (* 1958), türkischer Fußballspieler
- Turgay Poyraz (* 1958), türkischer Fußballspieler
- Turgay Semercioğlu (* 1954), türkischer Fußballspieler und -trainer
- Turgay Şeren (1932–2016), türkischer Fußballspieler und -trainer
- Turgay Tapu (* 1982), türkischer Fußballtorhüter
- Turgay Uzun (* 1974), türkischer Profiboxer